# Prats i Sant Tomàs
Prats i Sant Tomàs va ser una comuna de la comarca nord-catalana del Conflent. Tingué una existència curta: una trentena d'anys. Va ser creada amb la implantació del Nou règim subsegüent a la Revolució Francesa, i quedà extingida el 1822 per annexió a la comuna de Fontpedrosa.

## Història
La comuna de Prats-Sant Tomàs es va crear al voltant de 1793 per la fusió dels pobles de Prats Balaguer i Sant Tomàs. Està lligada a la de Fontpedrosa el 26 de juny de 1822. Una part del llogaret està subjecta a allaus de terra després de fortes precipitacions al desembre de 1932.